# Kalisto
Emanuel Alejandro Rodriguez (n. 14 noiembrie 1986) este un wrestler mexican-american care concurează în prezent în WWE în brandul SmackDown, sub numele de Kalisto.
Între realizările sale se numără două titluri de campion al Statelor Unite în WWE. Și în NXT a fost campion în perechi de NXT cu Sin Cara ca Lucha Dragons.

## În Wrestling

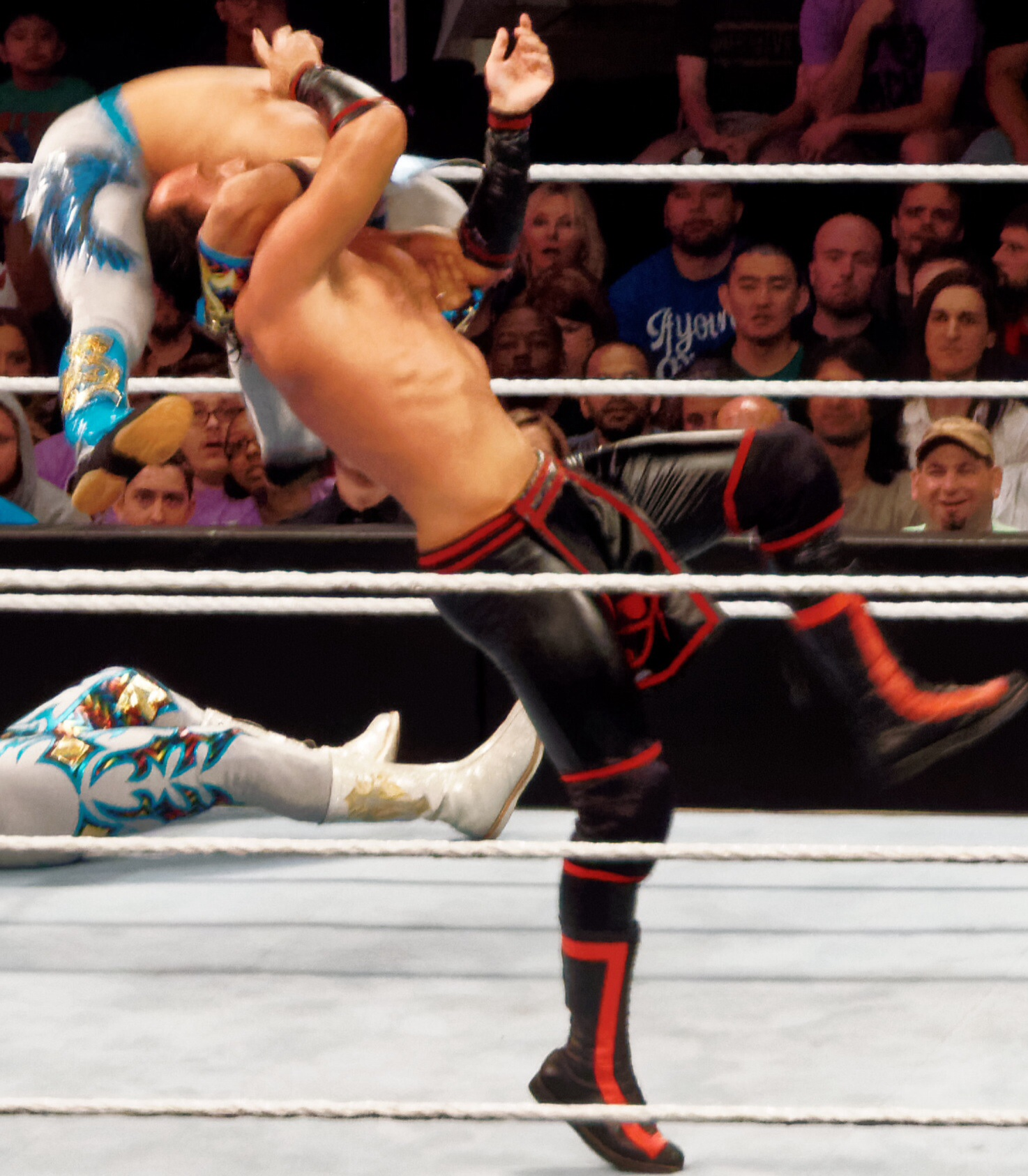
Kalisto aplicând finisherul său Salida del Sol

- Manevre de final
  - Salida del Sol[4] (Standing sitout shiranui)[5][6][7][8]
  - Del Sol Driver (Punte pachet powerbomb)
  - Rising Sun (Rampă de lansare inversă frankensteiner)
- Miscari semnatura
  - Listo-Kick (Roll-Up kick)
  - 450° splash[9]
  - Handstand headscissors takedown[10][11]
  - Hara-Kiri (în Picioare shiranui)[10]
  - Hurricanrana, uneori, în timp ce springboarding
  - Leg trap sunset flip powerbomb[12]
  - Samuray Kick (Superkick)
  - Sinuciderea

## Campionate și realizări
- World Wrestling Entertainment
  - WWE United States Championship (de 2 ori)
  - WWE Cruiserweight Championship ([[WWE Cruiserweight Championship|(1dată)
  - Slammy Award for OMG Shocking Moment of the Year (2015)

- NXT Wrestling
  - NXT Tag Team Championship (1 data) – cu Sin Cara

- Pro Wrestling Illustrated
  - Situat pe #106 în PWI 500 în 2013[13]
  - Situat pe #167 în PWI 500 în 2014[13]
  - Situat pe #120 în PWI 500 pentru 2015[13]